# 盧克·加布特
盧克·加布特（英語：Luke Garbutt，1993年5月21日—）是英格蘭的一位足球運動員，在場上司職左後衛。他現在屬於英乙球隊沙福特城，曾被分別外借至車頓咸和高車士打。他也代表英格蘭各級青年隊參加比賽。

## 生平
加布特出身列斯聯青訓系統，2009年於16歲之年獲英超球會愛華頓招攬，由於兩會未能就補償金達成協議，最終由審裁處判定愛華頓須要先支付60萬英鎊，再加附加條款如出場次數、獲取榮譽、為國家隊上陣次數等可增加至150萬英鎊。

## 榮譽

### 國家隊
英格蘭U17
- 歐洲U-17足球錦標賽冠軍 (1)：2010年；

## 外部連結
- Luke Garbutt profile at evertonfc.com （页面存档备份，存于）
- 足球数据库：盧克·加布特的球员统计数据
- 盧克·加布特－UEFA國際賽競賽紀錄